# Campus
Campus je hrvatska diskografska kuća osnovana 2002. godine u Zagrebu. 2014. godine otkupila je izdavačka prava na cijeli katalog izdavačkih kuća Orfej RTZ, HRT Orfej i Orfej. Tvrtka se bavi uslugom izdavanja i snimanja zvučnih zapisa. Campus je član udruženja diskografskih tvrtki IFPI (eng.:International Federation of the Phonographic Industry), koje predstavlja glazbenu industriju diljem svijeta s nekih 1.400 članova u 66 zemalja te povezanih industrijskih udruženja u 45 zemalja.
Campus okuplja glazbene umjetnike (autore glazbe i teksta), producente (aranžere), dizajnere i izvođače. Djeluje u svim segmentima glazbenog stvaralaštva. Diskografska kuća je aktivna u različitim područjima procesa stvaranja sadržaja i marketinga tih sadržaja. Na web stranici se može pronaći kompletan popis opreme koja se nalazi u studiju, kao i izvođači koji su svoj glas prepustili njihovim stručnjacima za snimanje.

## Trenutni izvođači
Miroslav Škoro, Vinko Coce, Mladen Grdović, Leteći odred, Slavonski dukati, Slavonske Lole i mnogi drugi.